# Remilly-les-Pothées
Remilly-les-Pothées ist eine französische Gemeinde mit 263 Einwohnern (Stand: 1. Januar 2022) im Département Ardennes in der Region Grand Est (bis 2015 Champagne-Ardenne). Sie gehört zum Arrondissement Charleville-Mézières, zum Kanton Rocroi und zum Gemeindeverband Ardennes Thiérache. 

## Geografie
Die Gemeinde Remilly-les-Pothées liegt am Fluss Audry im 2011 gegründeten Regionalen Naturpark Ardennen, 15 Kilometer westlich von Charleville-Mézières. Umgeben wird Remilly-les-Pothées von den Nachbargemeinden Murtin-et-Bogny und Sormonne im Norden, Ham-les-Moines im Nordosten, Saint-Marcel im Süden, Neufmaison im Südwesten sowie Rouvroy-sur-Audry im Westen. Durch das Gemeindegebiet führt die Autoroute A304.

## Bevölkerungsentwicklung
| Jahr                       | 1962 | 1968 | 1975 | 1982 | 1990 | 1999 | 2006 | 2011 | 2019 |
| Einwohner                  | 206  | 199  | 175  | 193  | 211  | 216  | 261  | 246  | 251  |
| Quellen: Cassini und INSEE |      |      |      |      |      |      |      |      |      |

## Sehenswürdigkeiten
- Kirche Saint-Martin, MH seit 1991
- Château d’Hardoncelle
- Château de Remilly-les-Pothées, MH seit 1927

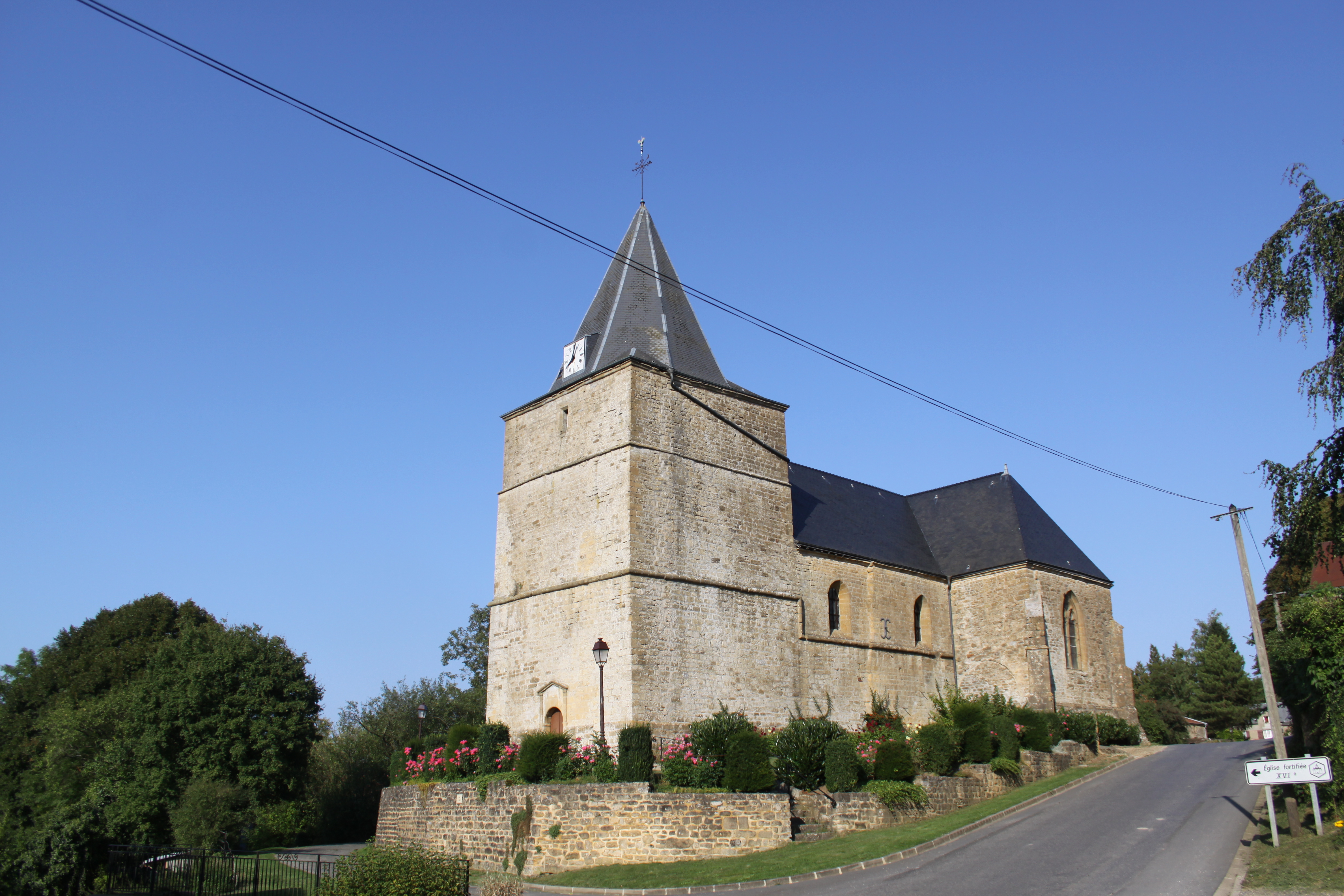
Kirche Saint-Martin
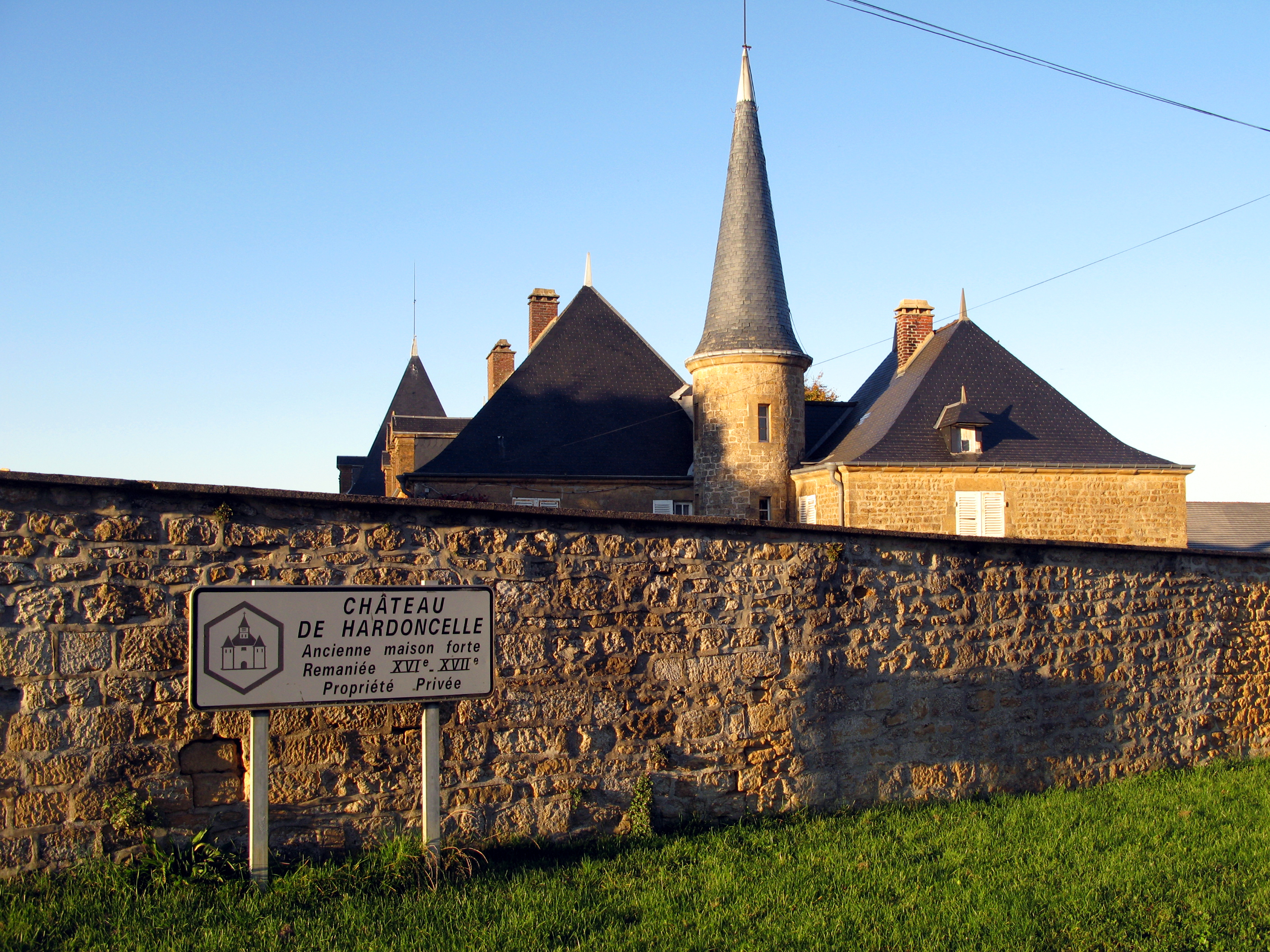
Château d’Hardoncelle
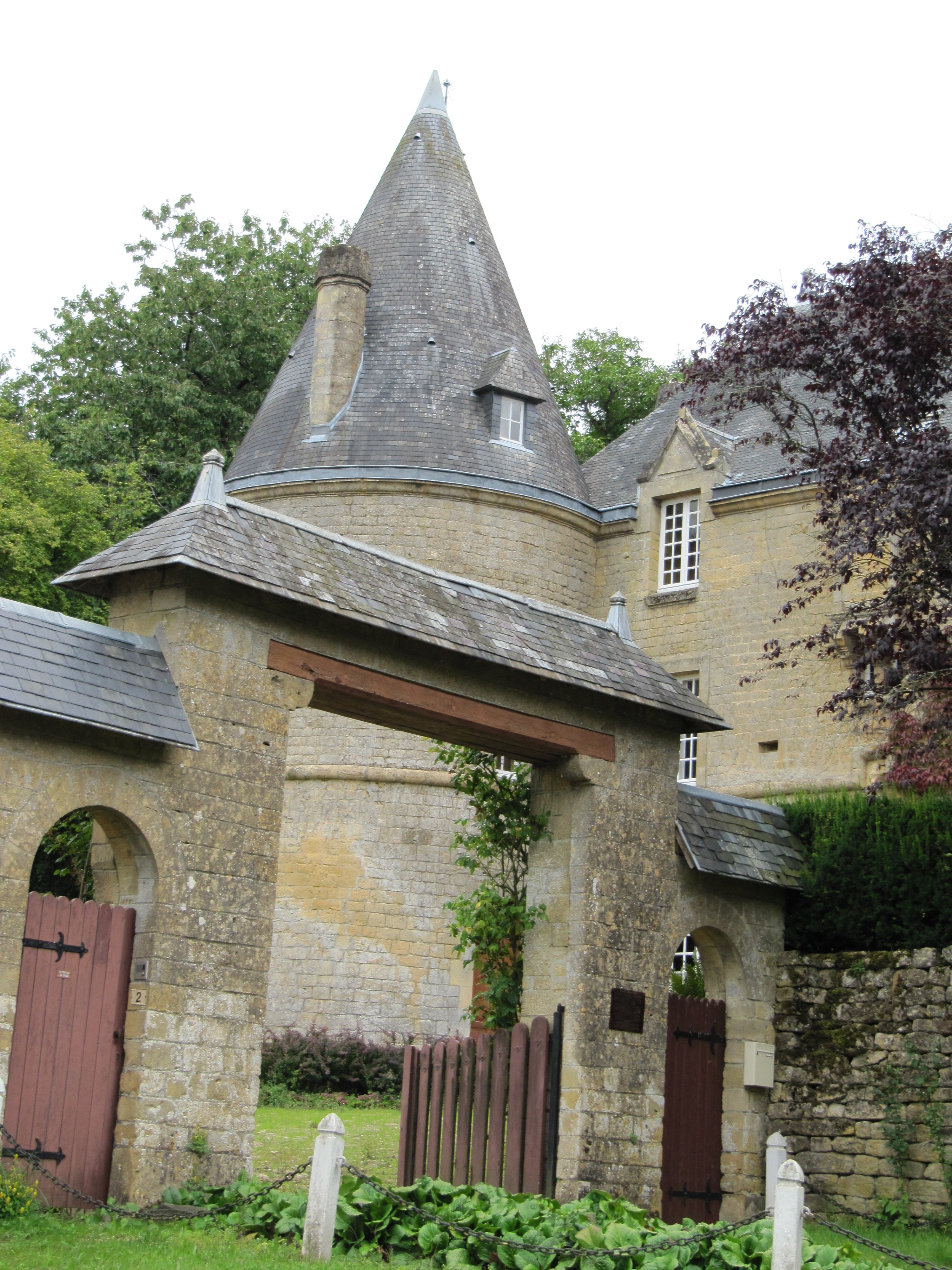
Château de Remilly-les-Pothées

## Persönlichkeiten
- Roger Noiret (1895–1976), General und Politiker